# أزمة الطاقة العالمية
عجز الطاقة العالمي في عامي 2021-2022 هو الأحدث في سلسلة من العجز الدوري في الطاقة على مدى الخمسين عامًا الماضية. يؤثر بشكل أكثر حدة على دول مثل المملكة المتحدة والصين وغيرها.

## خلفية
بعد بداية جائحة كوفيد-19 في عامي 2019-2020 التي سببت انخفاضًا سريعًا في الطلب على الطاقة وما قابله من انخفاض في منتجات النفط، وعلى الرغم من التذبذب الأصلي الناتج عن حرب أسعار النفط بين روسيا والمملكة العربية السعودية في عام 2020، استجابت منظمة أوبك ببطء إلى انتعاش الطلب في ظل الوضع الجديد، مما تسبب في اختلال في التوازن بين العرض والطلب، كما ضغطت أزمة سلسلة التوريد العالمية بشكل أكبر على تسليم النفط المستخرج.
في ديسمبر عام 2020، وبعد شهور من التقييدات، منعت الصين بشكل كامل واردات الفحم من أستراليا، التي كانت أكبر مصدر لها للفحم المستورد.
يهدد أسوأ جفاف أصاب البرازيل منذ نحو قرن إمداداتها من الكهرباء. تعتمد البرازيل على الطاقة الكهرومائية في ثلثي إمداداتها من الكهرباء. في غرب المحيط الهادئ، أدى تأثير ظاهرة إل نينو على مسار الإعصار إلى انخفاض الشلال في أنحاء مناطق تايوان وجنوب الصين في عام 2020-2021، مما أثر أيضًا على الطاقة الكهرومائية في المنطقة.
أوردت شبكت أوراكتيف أن المفوض الأوروبي للشؤون المناخية فرانز تيمرمان، أخبر البرلمان الأوروبي في ستراتسبورغ «أن «نحو خمس» الزيادة في سعر الطاقة يمكن أن يعزى إلى ارتفاع تسعير ثاني أكسيد الكربون في سوق الكربون في الاتحاد الأوروبي».
هددت الأزمة الأوكرانية الروسية لعامي 2021-2022 إمدادات الطاقة من روسيا إلى أوروبا، مما دفع الدول الأوروبية إلى تنويع مصادرها من إمدادات الطاقة.

## التأثيرات حسب الموقع

### الصين
تواجه الصين أسوأ أزمة في الطاقة منذ عقود. أوردت صحيفة الغارديان أنه «قد تم إخبار الشركات في المناطق الصناعية أن تحد من استهلاكها، وتم تطبيق انقطاعات التيار الكهربائي على السكان، وأُلغيت عروض الإضاءة السنوية».
ارتفعت أسعار المعادن الصناعية مثل النحاس والزنك والألمنيوم إلى مستويات قياسية، حيث أدى عجز الطاقة في الصين إلى ارتفاع تكاليف الكهرباء والغاز الطبيعي. وصل سعر الألمنيوم إلى أعلى مستوى له خلال 13 عامًا.
كثفت أزمة الطاقة من الضغوط على الصين قبل دورة الألعاب الأولمبية الشتوية في عام 2022. ذكرت الجزيرة أن «أزمة الطاقة في الصين هي جزئيًا من صنعها، حيث يحاول الرئيس شي جين بينغ ضمان سماء زرقاء في الأولمبيات الشتوية في بكين في فبراير المقبل ويظهر للمجتمع الدولي أنه جاد حول تخفيض الكربون من الاقتصاد».
سمحت أزمة الطاقة في أوروبا وآسيا للكرملين بإقامة روابط طاقة مع الصين حيث أعلنت شركة غازبروم عن خط أنابيب غاز آخر مع الصين، اسمه قوة سيبيريا2، بعد إغلاق خط سيبيريا في عام 2019. سيتم توقيع المشروع الثاني بين موسكو وبكين، الذي خطط لجر الغاز من شبه جزيرة يامال، في أواخر عام 2022.

### الهند
تعرضت الهند لانقطاع في التيار الكهربائي في ولايات أوتار براديش، راجاستان، والبنجاب، وجارخاند وكيرالا لأن مخزون البلد من الفحم انخفض بشكل خطير. تم إعادة توجيه إمدادات الفحم من الصناعات إلى محطات الطاقة من أجل التخفيف من الانقطاع.
وصلت الأزمة إلى ذروتها في أكتوبر عام2021، مع وصول إمدادات محطات الطاقة التي تعمل بالفحم إلى ما يكفيها لتعمل ثلاثة أيام فقط. تم تجنب حدوث انقطاع كامل في الطاقة حيث زادت شركة فحم الهند التي تغذي 80% من إمدادات الفحم، من إنتاجها.

### كوريا الجنوبية
واجه سائقو مركبات الديزل صعوبات في شراء سائل عادم الديزل في كوريا الجنوبية.

### أوروبا
واجهت أوروبا زيادات حادة في أسعار النفط في عام 2021، بسبب مزيج من الظروف غير المواتية، والتي تضمنت طلبًا متزايدًا على الغاز الطبيعي، وتقلص إمداداتها من الولايات المتحدة، والنروج وروسيا إلى السوق الأوروبي، وتوليد أقل للطاقة من مصادر الطاقة المتجددة كالرياح، والماء والطاقة الشمسية، والشتاء البارد الذي أدى إلى نضوب خزانات الغاز الأوروبية. قدمت روسيا إمدادًا كاملًا لجميع العقود طويلة المدى، لكنها لم تطرح غازًا إضافيًا في السوق الفورية. في أكتوبر عام 2021، أفادت وحدة الاستخبارات الاقتصادية أن روسيا حدت من سعة تصدير الغاز الإضافي بسبب ارتفاع طلبها المحلي عليه مع وصول الإنتاج تقريبًا إلى ذروته. بتاريخ 27 أكتوبر عام 2021، أذن الرئيس الروسي فلاديمير بوتين لشركة الطاقة العملاقة التي تخضع لسيطرة الدولة غازبروم بالبدء في ضخ غاز طبيعي إضافي إلى مواقع تخزين الغاز الأوروبية حالما تنهي روسيا ملء المخازن الخاصة بها، والذي قد يحدث بحلول 8 نوفمبر. تسبب ذلك بانخفاض حاد في الأسعار العالمية لموارد الطاقة وخفف من أزمة الطاقة في أوروبا بشكل كبير.
سيتوقف إنتاج حقل غاز خرونينجن في هولندا، وهو أكبر حقل غاز طبيعي في أوروبا، بحلول منتصف عام 2022. أفادت رويترز أنه «سرعان ما أصبح الاستخراج مشكلة في السنوات الأخيرة، حيث دمرت سلسلة من الهزات الأرضية الناجمة عن استخراج الغاز منازل وأبنية في المنطقة».
ألقى بعض النقاد اللوم على نظام الاتحاد الأوروبي لتبادل الانبعاثات، وعلى إغلاق المحطات النووية لمساهمتها في أزمة الطاقة. قررت حكومة ميركل في ألمانيا التخلص التدريجي كل من محطات الطاقة النووية والفحم.
ارتفعت صادرات الولايات المتحدة من الغاز الطبيعي المسال (إل إن جي) إلى الصين ودول آسيوية أخرى في عام 2021، مع استعداد المشترين الآسيويين لدفع أسعار أعلى من المستوردين الأوروبيين.
في أواخر عام 2021، استمرت أسعار الطاقة في أوروبا بالارتفاع، بينما أثرت أزمة الطاقة غير المسبوقة، لا سيما أزمة الغاز الطبيعي، بشكل كبير على مؤشرات النمو الاقتصادي. كانت أسواق الغاز الطبيعي المسال محدودة طوال عام 2021. اتُّهم الكرملين بأنه يروج لضرورة نورد ستريم2، لكن بعض محللي الطاقة يعتبرون أن سبب حدوث نقص الطاقة في أوروبا ذاتي، ويلومون العقوبات التي يفرضها الاتحاد الأوروبي على الكيانات الروسية، وغيرها من الأسباب.
كانت أزمة الطاقة في أوروبا تنتشر لتؤثر على صناعات السماد والأغذية. وفقًا لجوليا ميهان، رئيسة قسم الأسمدة في وكالة أسعار السلع (آي سي آي إس)، «إننا نشهد أسعارًا قياسية لجميع أنواع الأسمدة، وجميعها أعلى من المستويات المرتفعة السابقة في عام 2008. الأمر خطير للغاية. لا يدرك الناس أن 50% من الطعام في العالم يعتمد على الأسمدة».
بتاريخ 16 نوفمبر عام 2021، ارتفعت أسعار الغاز الطبيعي في أوروبا بنسبة 17% بعد أن علقت هيئة الطاقة الألمانية بشكل مؤقت الموافقة على خط أنابيب نورد ستريم2 للغاز الطبيعي من روسيا إلى ألمانيا.

### بلجيكا
بينت دراسة أجرتها هيئة تنظيم الكهرباء والغاز زيادة بنسبة 30% في سعر الكهرباء و 50% في سعر الغاز الطبيعي في بلجيكا.